# Automeris
Automeris é um gênero de mariposas da família Saturniidae, classificada por Jacob Hübner em 1819. Dos gêneros da sub-família Hemileucinae é que possui o maior número de espécies e a mais ampla distribuição no Continente Americano, indo do Canadá até a Argentina.
É conspícuo do gênero a presença, na fase larval, de espículos defensivos com formato de pequenos pinheiros, e que causam no ser humano acidentes dolorosos, provocados por erucismo. Nos adultos é facilmente identificável a principal característica que é a presença mimética de pequenos olhos (manchas em formato de ocelos) como mecanismo de defesa contra os predadores nas asas posteriores.

## Descrição comum às espécies
O ciclo de vida do inseto, em condições laboratoriais, teve duração média de 120 dias, dos quais dez para a fase de ovo, oitenta como lagarta, vinte e três em pré-pupa e pupa e quase oito dias na fase adulta.
Em sua fase larval existe a presença de células tricógenas na base dos espículos urticantes que secretam o líquido irritante, o qual fica dentro deles armazenados até que, penetrando a pele, provocam a "queimadura"; esta decorre pela ação de proteínas tóxicas que, assim que ocorre o contato com a pele, provocam imediatamente reação dolorosa seguida por sintomas como eritema, edema, formação de vesículas e bolhas, erosões, petéquias, levando à necrose superficial, ulcerações e linfangite; se o contato for com os olhos pode causar conjuntivites, ceratites ou iridociclites; pode ainda provocar rinite e asma e, em casos mais graves e de forma rara, pode causar reações como arritmias, dor no tórax, dispneia, distúrbios hemorrágicos, neuropatia periférica, paralisia de membros e convulsões. A lagarta da Automeris passa por seis ínstares, e se alimenta de uma bastante gama de espécies vegetais.
As mariposas têm porte mediano, entre 6,5 a 12 cm, cujas cores variam do amarelo escuro ao marrom claro, apresentando ocelos nas asas posteriores, na sua face superior, e na face inferior da asa anterior uma mancha circular que tem quase o tamanho da primeira. São caracterizadas, finalmente, por um grande dimorfismo sexual.

## Lista das espécies
Com uma distribuição por todo o continente americano, em cerca de cento e vinte espécies distintas, o gênero Automeris foi encontrado desde Ontário, no Canadá, até à latitude da capital argentina Buenos Aires, no leste do país, estando bastante adaptada no ambiente andino, onde é encontrada até a uma altitude de até 3.000 m, além de amplamente presente nas matas amazônicas.
Algumas das espécies de Automeris:
| - Automeris abdominalis (R. Felder & Rogenhofer, 1874) - Automeris ahuitzotli Lemaire & Wolfe, 1993 - Automeris alticola Lemaire, 1975 - Automeris amanda Schaus, 1900 - Automeris amoena (Boisduval, 1875) - Automeris andicola Bouvier, 1930 - Automeris annulata Schaus, 1906 - Automeris arminia (Stoll, 1781) - Automeris atrolimbata Lemaire, 2002 - Automeris averna Druce, 1886 - Automeris balachowskyi Lemaire, 1966 - Automeris banus (Boisduval, 1875) - Automeris basalis (Walker, 1855) - Automeris beckeri (Herrich-Schäffer, 1856) - Automeris belti Druce, 1886 - Automeris beutelspacheri Lemaire, 2002 - Automeris bilinea (Walker, 1855) - Automeris boops (R. Felder & Rogenhofer, 1874) - Automeris boucardi Druce, 1886 - Automeris boudinoti Lemaire, 1982 - Automeris boudinotiana Lemaire, 1986 - Automeris castrensis Schaus, 1898 - Automeris caucensis Lemaire, 1976 - Automeris cecrops (Boisduval, 1875) - Automeris celata Lemaire, 1969 - Automeris chacona Draudt, 1929 - Automeris chaconoides Brechlin & Meister, 2008 - Automeris cinctistriga (R. Felder & Rogenhofer, 1874) - Automeris claryi Naumann, Brosch & Wenczel, 2005 - Automeris colenon Dyar, 1912 - Automeris complicata (Walker, 1855) - Automeris coresus Boisduval, 1859 - Automeris cryptica Dognin, 1911 - Automeris curvilinea Schaus, 1906 - Automeris dandemon Dyar, 1912 - Automeris daudiana Druce, 1894 - Automeris denhezorum Lemaire, 1966 - Automeris denticulata Conte, 1906 - Automeris descimoni Lemaire, 1972 - Automeris despicata Draudt, 1929 - Automeris diavolanda Naumann, Brosch & Wenczel, 2005 - Automeris dognini Lemaire, 1967 - Automeris duchartrei Bouvier, 1936 - Automeris egeus (Cramer, 1775) - Automeris elenensis Lemaire, 2002 - Automeris eogena (R. Felder & Rogenhofer, 1874) - Automeris escalantei Lemaire, 1969 - Automeris excreta Draudt, 1929 - Automeris exigua Lemaire, 1977 - Automeris falco Jordan, 1910 - Automeris fieldi Lemaire, 1969 - Automeris fletcheri Lemaire, 1966 - Automeris gabriellae Lemaire, 1966 - Automeris godartii (Boisduval, 1875) - Automeris goiasensis Lemaire, 1977 - Automeris goodsoni Lemaire, 1966 - Automeris grammodes Jordan, 1910 - Automeris granulosa Conte, 1906 - Automeris hamata Schaus, 1906 - Automeris harrisorum Lemaire, 1967 - Automeris haxairei Herbin, 2003 - Automeris hebe (Walker, 1865) - Automeris heppneri Lemaire, 1982 - Automeris iguaquensis Lemaire & Amarillo, 1992 - Automeris illustris (Walker, 1855) - Automeris incarnata (Walker, 1865) - Automeris innoxia Schaus, 1906 - Automeris inornata (Walker, 1855) - Automeris io (Fabricius, 1775) - Automeris iris (Walker, 1865) - Automeris janus (Cramer, 1775) - Automeris jivaros Dognin, 1890 - Automeris jucunda (Cramer, 1779) | - Automeris jucundoides Schaus, 1906 - Automeris kopturae Lemaire, 1982 - Automeris labriquei Naumann, Brosch & Wenczel, 2005 - Automeris lachaumei Lemaire, 2002 - Automeris larra (Walker, 1855) - Automeris latenigra Lemaire, 1967 - Automeris lauroia Oiticica Filho, 1965 - Automeris lauta F. Johnson & Michener, 1948 - Automeris lecourti Decaens & Herbin, 2002 - Automeris lemairei Beutelspacher, 1990 - Automeris lemensis Lemaire, 1972 - Automeris liberia (Cramer, 1780) - Automeris louisiana Ferguson & Brou, 1981 - Automeris macphaili Schaus, 1921 - Automeris maeonia (Druce, 1897) - Automeris manantlanensis Balcazar, 2000 - Automeris margaritae Lemaire, 1967 - Automeris masti Lemaire, 1972 - Automeris melanops (Walker, 1865) - Automeris melmon Dyar, 1912 - Automeris meridionalis Bouvier, 1934 - Automeris metzli (Salle, 1853) - Automeris micheneri Lemaire, 1966 - Automeris michoacana Balcazar, 2000 - Automeris midea (Maassen & Weyding, 1885) - Automeris moloneyi Druce, 1897 - Automeris montezuma (Boisduval, 1875) - Automeris moresca Schaus, 1906 - Automeris muscula (Vuillot, 1892) - Automeris napoensis Lemaire, 2002 - Automeris naranja Schaus, 1898 - Automeris nebulosa Conte, 1906 - Automeris niepelti Draudt, 1929 - Automeris nubila (Walker, 1855) - Automeris oaxacensis Lemaire, 2002 - Automeris oberthurii (Boisduval, 1875) - Automeris oiticicai Lemaire, 1966 - Automeris orestes (Boisduval, 1875) - Automeris ovalina Conte, 1906 - Automeris pallidior Draudt, 1929 - Automeris paramaculata Lemaire, 1966 - Automeris patagoniensis Lemaire, M.J. Smith & Wolfe, 1992 - Automeris peigleri Lemaire, 1981 - Automeris phrynon Druce, 1897 - Automeris pomifera Schaus, 1906 - Automeris postalbida Schaus, 1900 - Automeris praemargaritae Lemaire, 2002 - Automeris randa Druce, 1894 - Automeris rectilinea Bouvier, 1927 - Automeris rostralis Lemaire, 2002 - Automeris rougeoti Lemaire, 1967 - Automeris schwartzi Lemaire, 1967 - Automeris stacieae Lemaire & Wolfe, 1993 - Automeris styx Lemaire, 1982 - Automeris submacula (Walker, 1855) - Automeris suteri Naumann, Brosch & Wenczel, 2005 - Automeris sylviae Decaens, 2005 - Automeris tamsi Lemaire, 1966 - Automeris tatiae Naumann, Brosch & Wenczel, 2005 - Automeris themis Dognin, 1919 - Automeris tridens Herrich-Schäffer, 1855 - Automeris tristis (Boisduval, 1875) - Automeris umbrosa Weymer, 1906 - Automeris vomona Schaus, 1906 - Automeris watsoni Lemaire, 1966 - Automeris wayampi Lemaire & Beneluz, 2002 - Automeris windiana Lemaire, 1972 - Automeris zephyria (Grote, 1882) - Automeris zozine Druce, 1886 - Automeris zugana Druce, 1886 - Automeris zurobara Druce, 1886 |

## Galeria

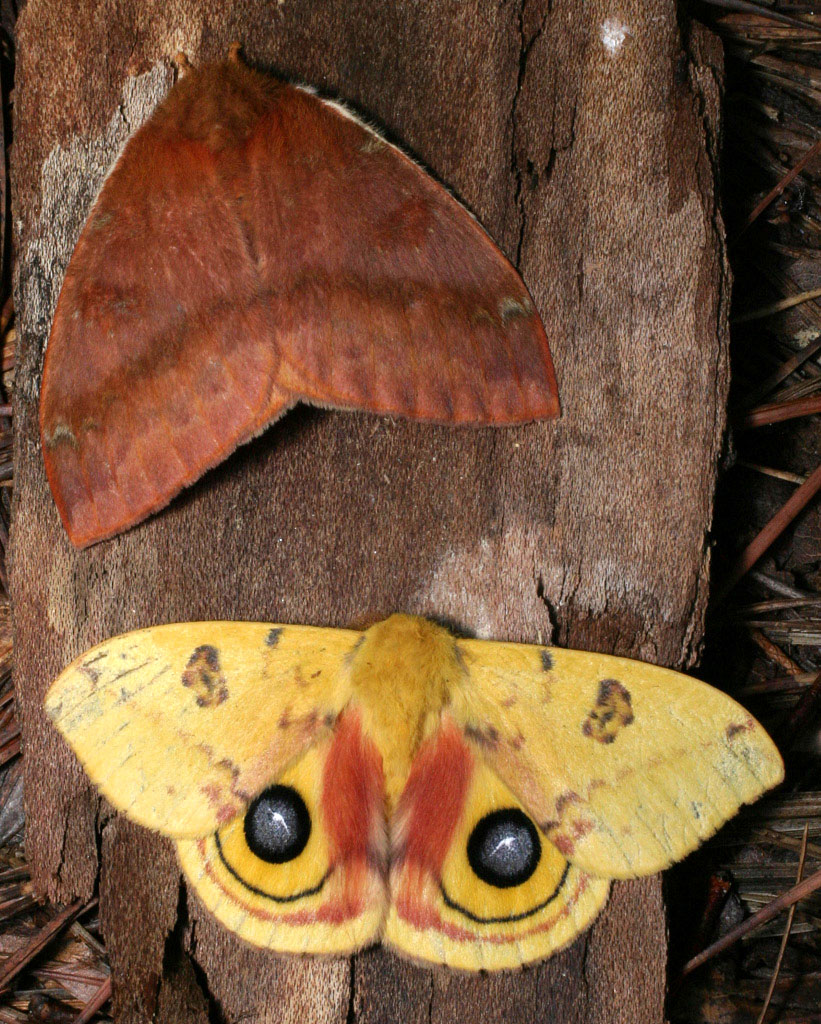
Automeris io
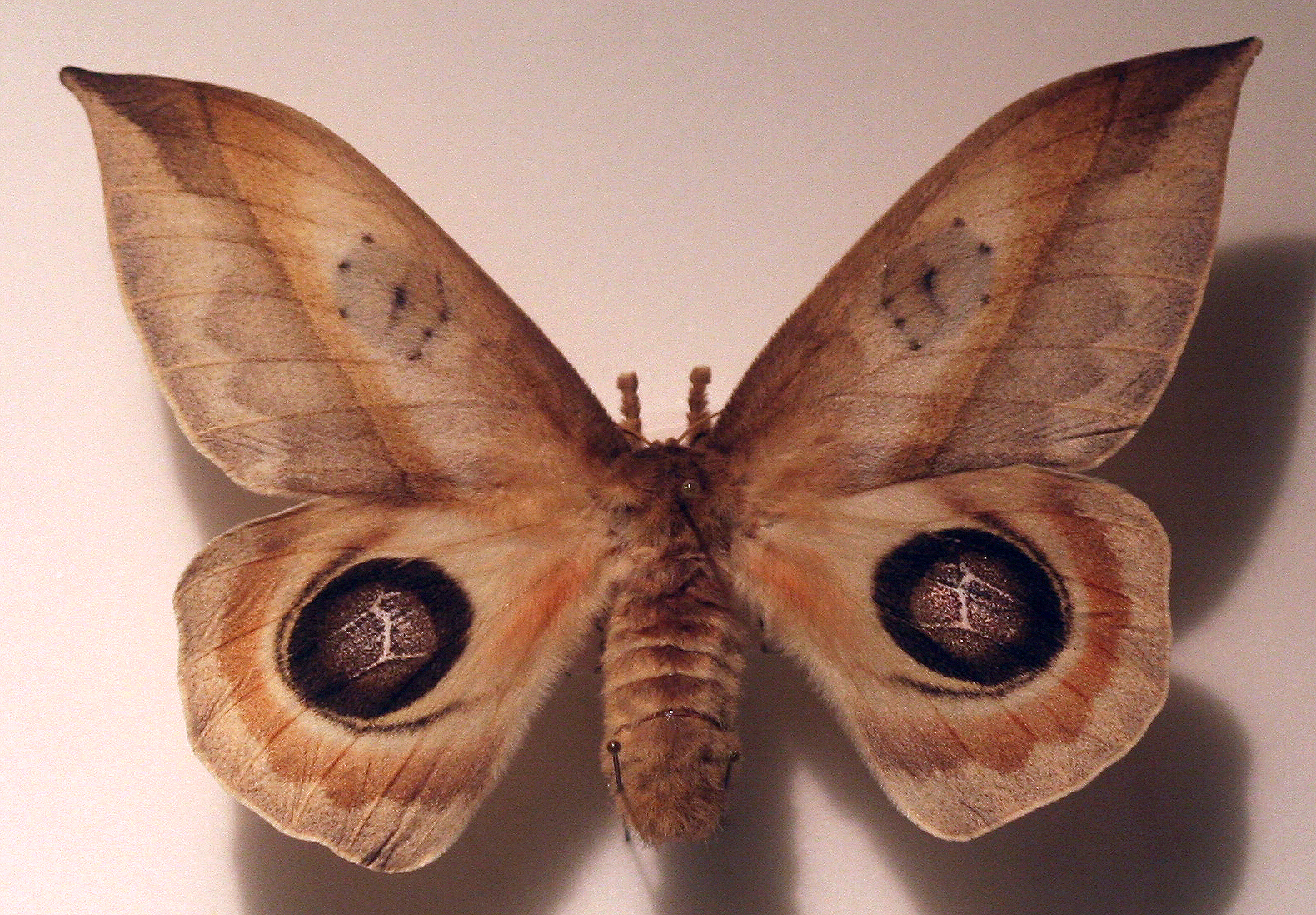
Automeris metzli
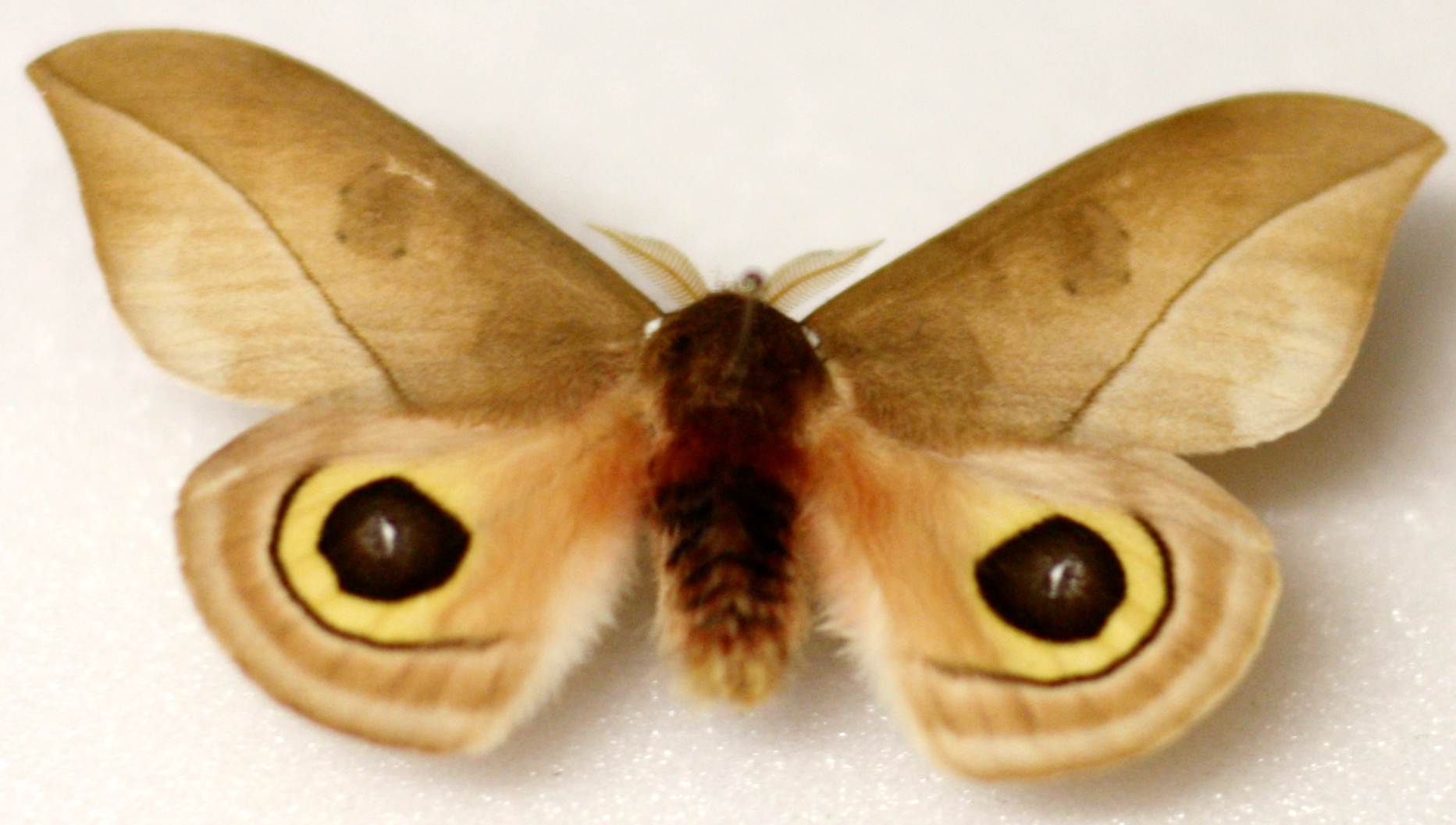
Automeris zozine
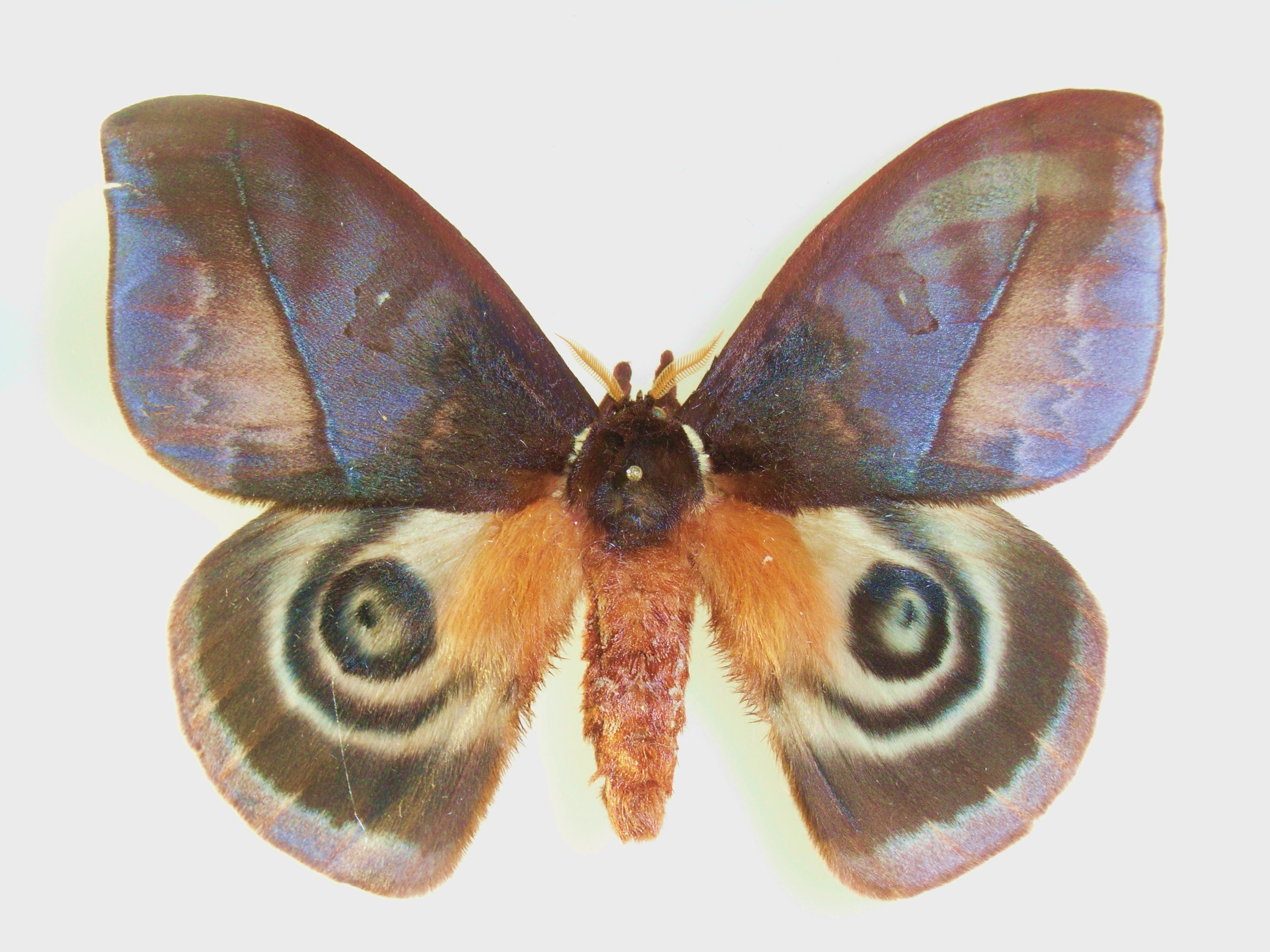
Automeris larra